# Chaudefonds-sur-Layon
Pour les articles homonymes, voir Layon.
Chaudefonds-sur-Layon est une commune française située dans le département de Maine-et-Loire, en région Pays de la Loire.
Ce village rural se trouve dans la vallée encaissée des Coteaux du Layon et dans le Val de Loire inscrit au Patrimoine mondial de l'UNESCO.
La commune possède un important passé minier lié à l'exploitation du bassin houiller de Basse Loire.

## Géographie

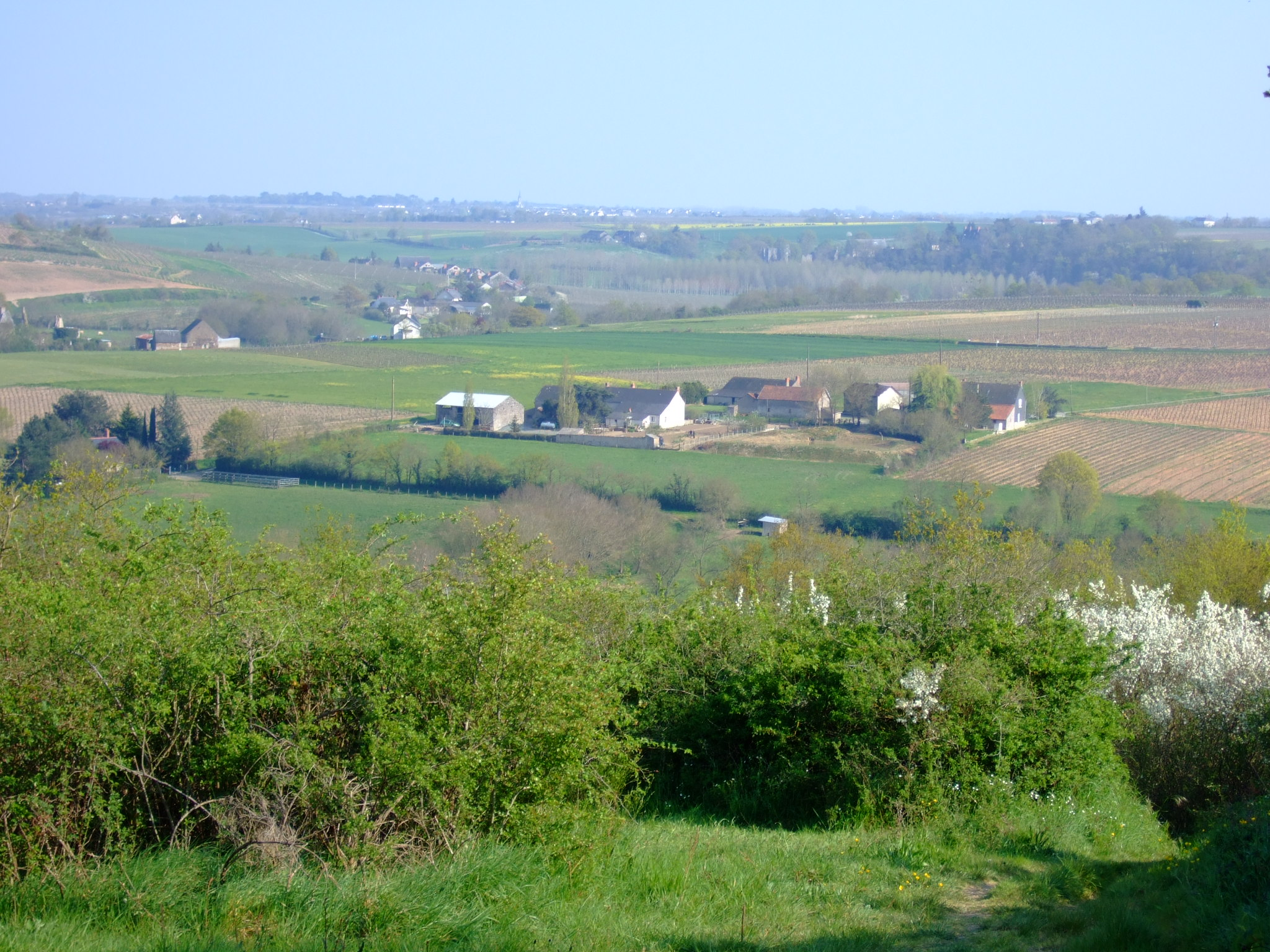
La vallée du Layon vue depuis le chemin à l'est du hameau d'Ardenay.

### Localisation
Ce village angevin de l'Ouest de la France se situe en limite nord des Mauges, sur la route D 125 qui va de Chalonnes-sur-Loire (5 km) à Val-du-Layon (3 km).
Le territoire des Mauges est la petite région qui couvre la partie sud-ouest du Maine-et-Loire, délimitée au nord par la Loire (fleuve) et à l'est par le Layon (rivière).

### Géologie et relief
La commune s'étend sur près de 15 km2 (1 477 hectares), et son altitude varie de 12 à 95 mètres.
Chaudefonds-sur-Layon se situe sur les unités paysagères de la Loire des promontoires, du plateau des Mauges et du couloir du Layon (est de la commune). La commune de Chaudefonds se trouve partagée entre les reliefs des coteaux et la vallée du Layon. La géologie de la région est constituée de nombreux bassins sédimentaires carbonifères, dont certains possèdent des gisements productifs en charbon : c'est le sillon houiller de la Basse-Loire,.
À signaler la présence du col d'Ardenay (1,5 km de long pour un pourcentage moyen de 3,5 % avec des pourcentages de 6 % se terminant par un faux plat de 400 mètres) à une altitude de 20 mètres, démarrant au pont de Chaudefonds-sur-Layon et arrivant dans le hameau d'Ardenay par la D 121, se terminant à 75 mètres d'altitude. C'est l'unique col du Maine-et-Loire.

### Hydrographie

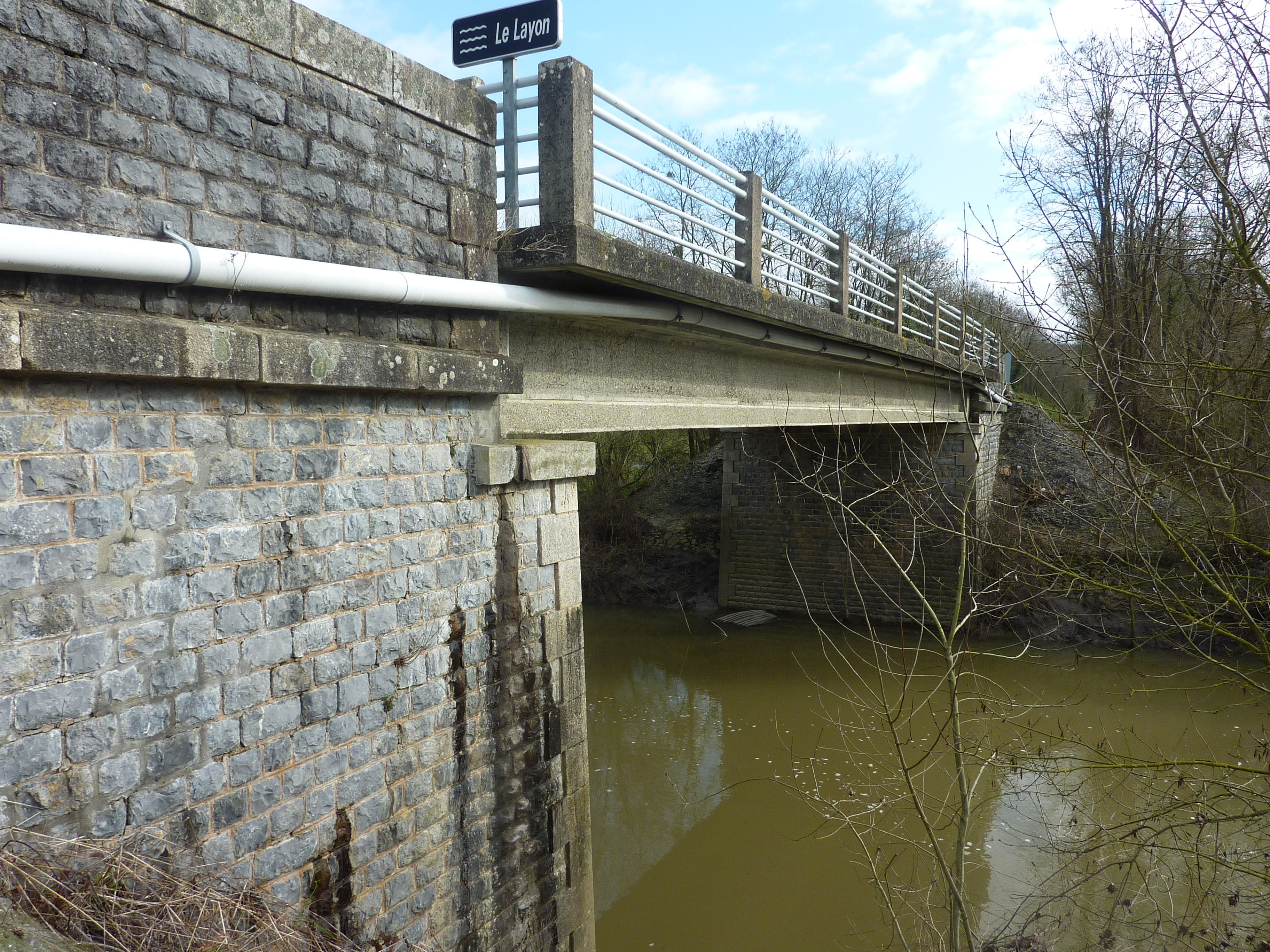
Pont de Valette.

Les rivières du Jeu et du Layon traversent son territoire.

### Protections sur la commune
Outre des protections sur des bâtiments (monuments historiques et inventaires), la commune figure à l'inscription de Natura 2000 (vallée de la Loire de Nantes aux Ponts-de-Cé et zones adjacentes), des zones naturelles d'intérêt écologique floristique et faunistique (basse vallée du Layon, vallée du Louet, vallée du Jeu, ruisseau de la Contrie et de l'Oyon), au schéma d'aménagement et de gestion des eaux (Layon, Aubance) et dans la zone du Patrimoine mondial de l'UNESCO (Val de Loire entre Sully-sur-Loire et Chalonnes-sur-Loire).

### Climat
Pour des articles plus généraux, voir Climat des Pays de la Loire et Climat de Maine-et-Loire.
En 2010, le climat de la commune est de type climat océanique altéré, selon une étude du CNRS s'appuyant sur une série de données couvrant la période 1971-2000. En 2020, Météo-France publie une typologie des climats de la France métropolitaine dans laquelle la commune est exposée à un climat océanique et est dans une zone de transition entre les régions climatiques « Bretagne orientale et méridionale, Pays nantais, Vendée » et « Moyenne vallée de la Loire ».
Pour la période 1971-2000, la température annuelle moyenne est de 11,8 °C, avec une amplitude thermique annuelle de 14,2 °C. Le cumul annuel moyen de précipitations est de 632 mm, avec 11,3 jours de précipitations en janvier et 6 jours en juillet. Pour la période 1991-2020, la température moyenne annuelle observée sur la station météorologique de Météo-France la plus proche, sur la commune de Beaucouzé à 18 km à vol d'oiseau, est de 12,6 °C et le cumul annuel moyen de précipitations est de 709,3 mm,. Pour l'avenir, les paramètres climatiques de la commune estimés pour 2050 selon différents scénarios d'émission de gaz à effet de serre sont consultables sur un site dédié publié par Météo-France en novembre 2022.

## Urbanisme

### Typologie
Au 1er janvier 2024, Chaudefonds-sur-Layon est catégorisée commune rurale à habitat dispersé, selon la nouvelle grille communale de densité à sept niveaux définie par l'Insee en 2022.
Elle est située hors unité urbaine. Par ailleurs la commune fait partie de l'aire d'attraction d'Angers, dont elle est une commune de la couronne,. Cette aire, qui regroupe 81 communes, est catégorisée dans les aires de 200 000 à moins de 700 000 habitants,.

### Occupation des sols
L'occupation des sols de la commune, telle qu'elle ressort de la base de données européenne d’occupation biophysique des sols Corine Land Cover (CLC), est marquée par l'importance des territoires agricoles (88,1 % en 2018), en diminution par rapport à 1990 (89,5 %). La répartition détaillée en 2018 est la suivante : 
zones agricoles hétérogènes (34,9 %), prairies (26,1 %), cultures permanentes (23,8 %), forêts (9,5 %), terres arables (3,3 %), zones urbanisées (2,4 %). L'évolution de l’occupation des sols de la commune et de ses infrastructures peut être observée sur les différentes représentations cartographiques du territoire : la carte de Cassini (XVIIIe siècle), la carte d'état-major (1820-1866) et les cartes ou photos aériennes de l'IGN pour la période actuelle (1950 à aujourd'hui).

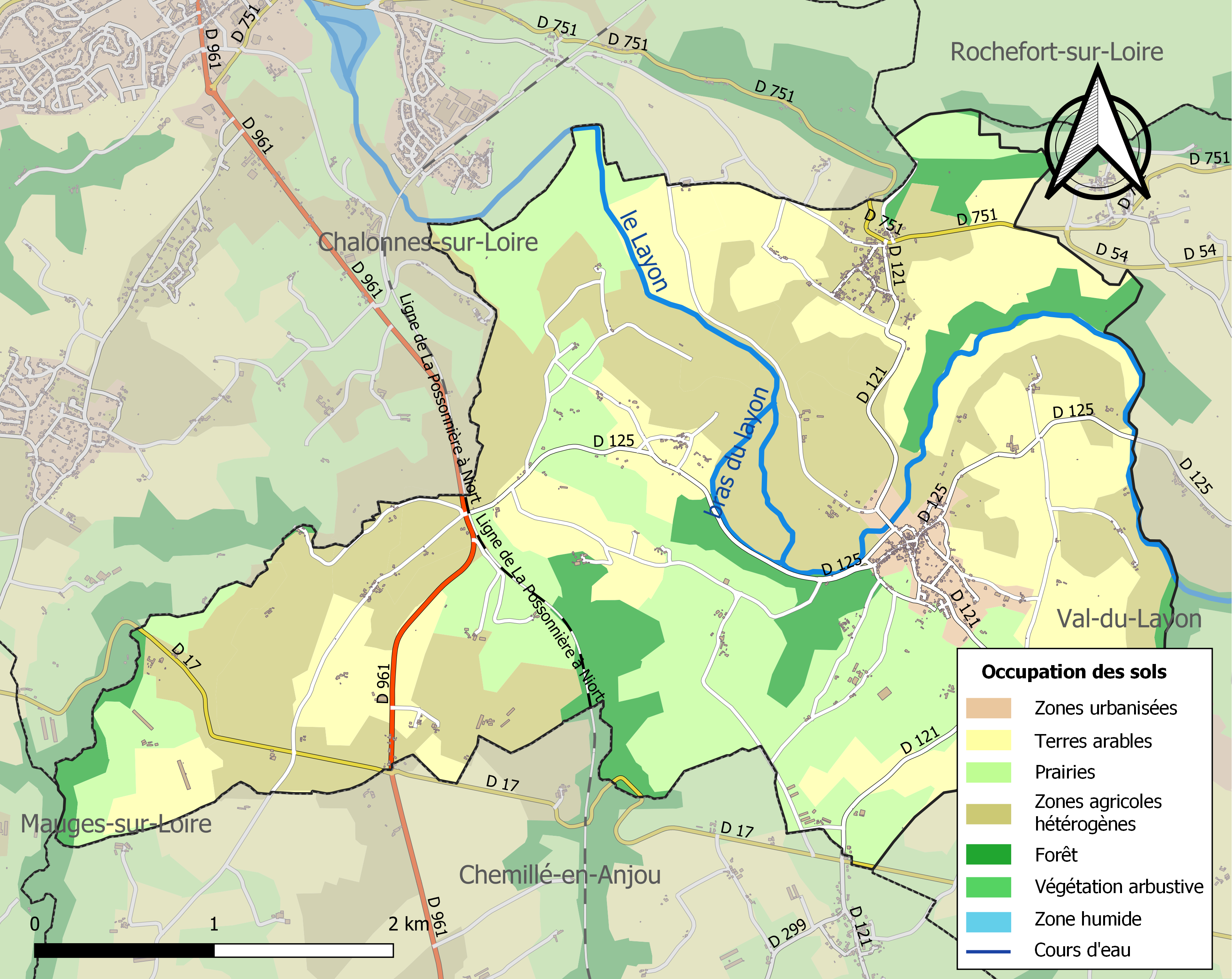
Carte des infrastructures et de l'occupation des sols de la commune en 2018 (CLC).

## Toponymie
Formes anciennes du nom : Feodum de Chaudefondz en 1211, Calidus fons en 1244, Chaudefonds en 1793 et 1801, Chaudefonds-sur-Layon en 1925.
Le village doit son nom (en latin calidus fons) à une fontaine chaude, la source Sainte-Madeleine, dont l'eau sort à 15° et visible à côté du lavoir,.
Nom des habitants : les Califontains.

## Histoire

### Moyen Âge
La fondation de la paroisse date au moins du XIIe siècle, et appartenait au seigneur de Chemillé.
Du XIIIe au XVIe siècle la seigneurie appartient aux seigneurs de La Jumellière.

### Ancien Régime
Les mines de charbon présentes à Chaudefonds sont anciennes, et existent dès le XVe siècle.
À la veille de la Révolution française (royaume de France), Chaudefonds dépend du doyenné de Jallais, du grenier à sel d'Ingrandes et de l'élection d'Angers.

### Époque contemporaine

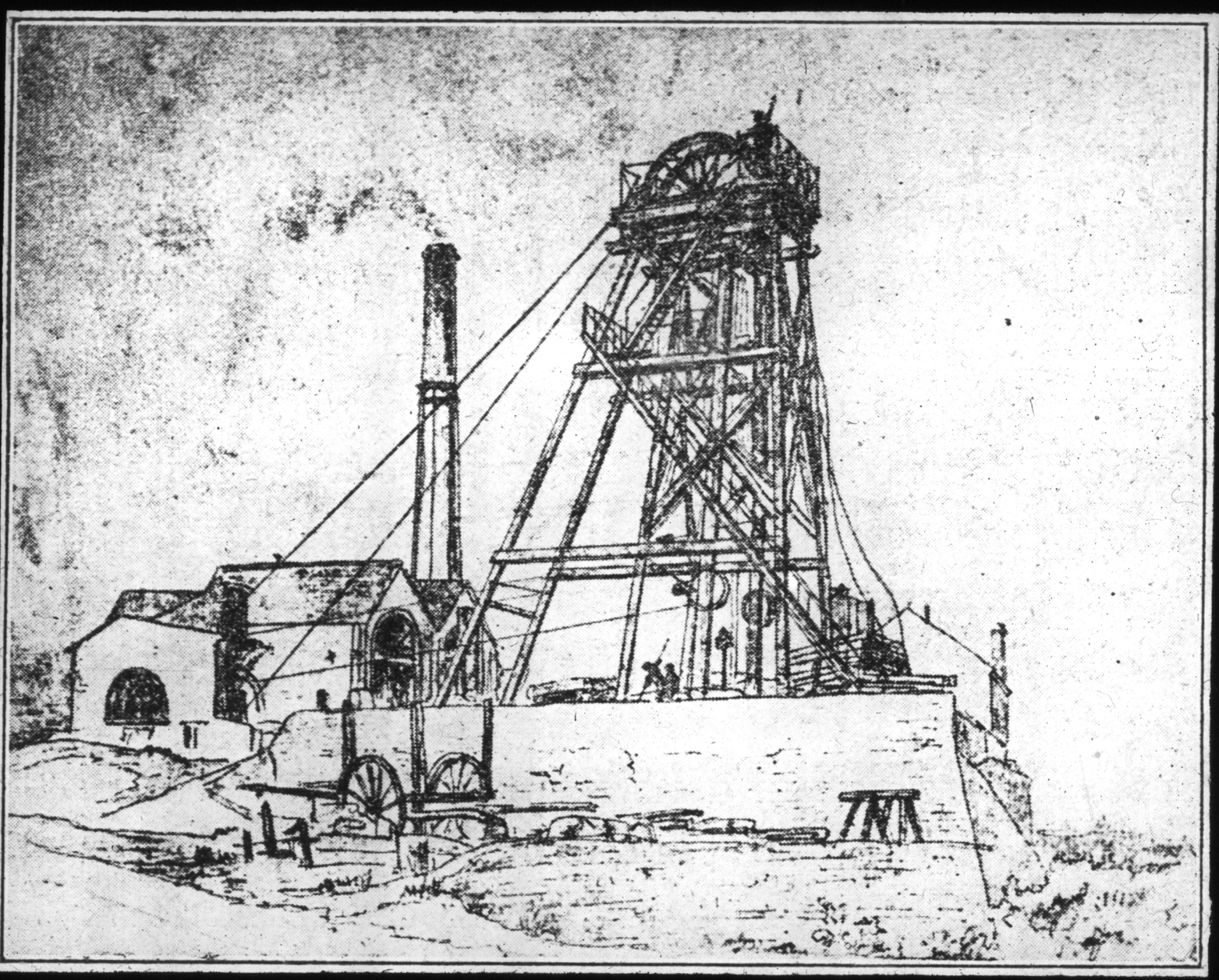
Fusain réalisé par Louis Davy, ingénieur des Mines de Layon-et-Loire, en 1868 (puits des Malécots no 1).

À la réorganisation administrative qui suit la Révolution le département de Maine-et-Loire succède à la province de l'Anjou. Chaudefonds est intégrée en 1790 au canton de Rochefort et au district d'Angers, puis en 1800 au canton de Chalonnes et à l'arrondissement d'Angers.
Comme dans le reste de la région, à la fin du XVIIIe siècle se déroule la guerre de Vendée, qui marque de son empreinte le pays tout entier. En mars 1793 les Vendéens s'emparent de Chaudefonds, où un comité catholique et royaliste est créé pour administrer la commune. Il fonctionne jusqu'en novembre. Le président du comité, Pierre-Marc de Jourdan (seigneur du Jeu et de La Berthelotière), est arrêté puis guillotiné aux Ponts-de-Cé en décembre 1793.
Chaudefonds connait au XIXe siècle, et jusqu'au début du XXe siècle, un essor industriel avec le développement de ses mines de charbon ; notamment aux Malécots à Ardenay, où siège de nouveaux depuis 2010 un chevalement à l'endroit même de l'ancien, en mémorial de ces temps miniers,. La chapelle Sainte-Barbe-des-Mines, située à la limite entre les communes de Chaudefonds et de Chalonnes, et aujourd'hui restaurée, était la chapelle dédiée aux mineurs.
Parallèlement l'exploitation de la chaux se développe sur la même période, la carrière de Saint-Charles fut la dernière à fonctionner, et ferma ses portes en 1964. Aujourd'hui, de nombreux fours à chaux en bon état sont toujours visibles.
Pendant la Première Guerre mondiale, 42 habitants perdent la vie. Lors de la Seconde Guerre mondiale, quatre habitants sont tués.

## Politique et administration

### Administration municipale
La commune est créée à la Révolution (Chaudefonds puis Chaudefonds-sur-Layon en 1925). Le conseil municipal est composé de 15 élus.
La mairie, ancien logis seigneurial du XVIe siècle qui servait de presbytère, se situe sur le place du Centre.
| Période                  | Période                    | Identité                             | Étiquette | Qualité                                                                                            |
| ------------------------ | -------------------------- | ------------------------------------ | --------- | -------------------------------------------------------------------------------------------------- |
| 2 février 1790           | 29 juin 1800               | Métivier de Cordé                    |           | |
| 29 juin 1800             | 1 juillet 1813             | Charles Cartier                      |           | Marchand, aubergiste, fermier, propriétaire                                                        |
| 1 juillet 1813           | 21 mars 1819               | Augustin-René de Jourdan             |           | Seigneur du Jeu, propriétaire                                                                      |
| 21 mars 1819             | janvier 1823               | René-François Jousselin              |           | |
| janvier 1823             | 3 octobre 1828 (décès)     | Michel Juteau                        |           | Cordonier, propriétaire                                                                            |
| 3 octobre 1828 (intérim) | 14 mars 1829               | René Hodée                           |           | Propriétaire                                                                                       |
| 14 mars 1829             | avril 1831                 | Joseph-André Langlois                |           | Propriétaire                                                                                       |
| avril 1831               | 2 avril 1832               | Blond Château                        |           | |
| 2 avril 1832             | 23 janvier 1835            | Charles-Victor Hunault de la Peltrie |           | Propriétaire, commandant de la garde nationale de Corné, maire de Chalonnes-sur-Loire de 1807-1814 |
| 23 janvier 1835          | 12 septembre 1841          | Joseph-André Langlois                |           | Propriétaire                                                                                       |
| 12 septembre 1841        | 7 mai 1848                 | Pierre-Étienne Blond                 |           | |
| 7 mai 1848               | 4 février 1849 (démission) | Jean Château                         |           | Tonnelier                                                                                          |
| 4 février 1849           | décembre 1860 (démission)  | Louis Jousselin                      |           | Docteur en médecine                                                                                |
| décembre 1860            | 24 septembre 1865          | Émile Gastineau                      |           | Ingénieur des mines                                                                                |
| 24 septembre 1865        | 17 mai 1908                | François-Pierre Juteau               |           | |
| 17 mai 1908              | 10 décembre 1919           | Pierre Juteau                        |           | Boulanger                                                                                          |
| 10 décembre 1919         | 17 mai 1925                | Alfred Courtin                       |           | Propriétaire                                                                                       |
| 17 mai 1925              | 3 juillet 1927 (démission) | James-Georges-André-Joseph Langlois  |           | Magasinier                                                                                         |
| 3 juillet 1927           | 11 mars 1950 (démission)   | Louis Juteau                         |           | Marchand de grains                                                                                 |
| 11 mars 1950             | 26 mars 1971               | Jacques Bertrand                     |           | |
| 26 mars 1971             | 25 mars 1977               | Louis Sallé                          |           | Cultivateur                                                                                        |
| 25 mars 1977             | 21 mars 1983               | Henri Ricou                          |           | |
| 21 mars 1983             | 23 juin 1995               | Gabriel Ariaux                       |           | Arboriculteur                                                                                      |
| 23 juin 1995             | 1 janvier 2006 (démission) | Paul Ricou                           |           | Cadre retraité                                                                                     |
| 16 mars 2006             | 5 avril 2014               | Gabriel Ariaux                       |           | Arboriculteur                                                                                      |
| 5 avril 2014             | En cours                   | Yves Berland,                        |           | Agent de la fonction publique d'État retraité                                                      |

### Intercommunalité
Jusqu'en 2016 la commune est intégrée à la communauté de communes Loire-Layon. Cette structure intercommunale regroupe dix communes : Chalonnes-sur-Loire, Champtocé-sur-Loire, Chaudefonds-sur-Layon, Denée, Ingrandes, La Possonnière, Rochefort-sur-Loire, Val-du-Layon, Saint-Georges-sur-Loire et Saint-Germain-des-Prés. L'intercommunalité est membre du Pays de Loire en Layon, structure administrative d'aménagement du territoire. Cette intercommunalité regroupe quatre communautés de communes : Coteaux-du-Layon, Gennes, Loire-Layon et Vihiersois-Haut-Layon.
À la suite de la révision du schéma départemental de coopération intercommunale, le 1er janvier 2017 les communautés de communes Loire-Layon, Coteaux du Layon et Loire Aubance fusionnent dans la communauté de communes Loire Layon Aubance.

### Autres circonscriptions
Chaudefonds-sur-Layon fait partie du canton de Chalonnes-sur-Loire et de l'arrondissement d'Angers.
Jusqu'en 2014, le canton de Chalonnes-sur-Loire comporte cinq communes (Chalonnes-sur-Loire, Chaudefonds-sur-Layon, Denée, Rochefort-sur-Loire et Val-du-Layon). Il a été constitué en 1790 (canton de Rochefort-sur-Loire), et modifié en 1800 (canton de Chalonnes-sur-Loire). Dans le cadre de la réforme territoriale, un nouveau découpage territorial pour le département de Maine-et-Loire est défini par le décret du 26 février 2014. La commune reste rattachée à ce même canton de Chalonnes-sur-Loire, avec une entrée en vigueur au renouvellement des assemblées départementales de 2015.
Chaudefonds-sur-Layon fait partie de la deuxième circonscription de Maine-et-Loire, composée de cinq cantons dont Angers-Sud et Chemillé-Melay. La deuxième circonscription de Maine-et-Loire est l'une des sept circonscriptions législatives que compte le département.

## Population et société

### Démographie

#### Évolution démographique
L'évolution du nombre d'habitants est connue à travers les recensements de la population effectués dans la commune depuis 1793. Pour les communes de moins de 10 000 habitants, une enquête de recensement portant sur toute la population est réalisée tous les cinq ans, les populations de référence des années intermédiaires étant quant à elles estimées par interpolation ou extrapolation. Pour la commune, le premier recensement exhaustif entrant dans le cadre du nouveau dispositif a été réalisé en 2008.

En 2022, la commune comptait 941 habitants, en évolution de −1,88 % par rapport à 2016 (Maine-et-Loire : +2,12 %, France hors Mayotte : +2,11 %).
| 1793  | 1800  | 1806  | 1821  | 1831  | 1836  | 1841  | 1846  | 1851  |
| ----- | ----- | ----- | ----- | ----- | ----- | ----- | ----- | ----- |
| 1 222 | 1 247 | 1 391 | 1 274 | 1 286 | 1 316 | 1 369 | 1 739 | 1 816 |

| 1856  | 1861  | 1866  | 1872  | 1876  | 1881  | 1886  | 1891  | 1896  |
| ----- | ----- | ----- | ----- | ----- | ----- | ----- | ----- | ----- |
| 1 620 | 1 528 | 1 589 | 1 418 | 1 274 | 1 127 | 1 139 | 1 083 | 1 031 |

| 1901 | 1906 | 1911 | 1921 | 1926 | 1931 | 1936 | 1946 | 1954 |
| ---- | ---- | ---- | ---- | ---- | ---- | ---- | ---- | ---- |
| 971  | 946  | 952  | 875  | 910  | 890  | 875  | 859  | 826  |

| 1962 | 1968 | 1975 | 1982 | 1990 | 1999 | 2006 | 2008 | 2013 |
| ---- | ---- | ---- | ---- | ---- | ---- | ---- | ---- | ---- |
| 834  | 791  | 764  | 817  | 827  | 791  | 922  | 959  | 962  |

| 2018 | 2022 | - | - | - | - | - | - | - |
| ---- | ---- | - | - | - | - | - | - | - |
| 945  | 941  | - | - | - | - | - | - | - |

#### Pyramide des âges
La population de la commune est relativement jeune.
En 2018, le taux de personnes d'un âge inférieur à 30 ans s'élève à 33,8 %, soit en dessous de la moyenne départementale (37,2 %). À l'inverse, le taux de personnes d'âge supérieur à 60 ans est de 24,6 % la même année, alors qu'il est de 25,6 % au niveau départemental.
En 2018, la commune comptait 475 hommes pour 470 femmes, soit un taux de 50,26 % d'hommes, légèrement supérieur au taux départemental (48,63 %).
Les pyramides des âges de la commune et du département s'établissent comme suit.
| Hommes | Classe d’âge | Femmes |
| ------ | ------------ | ------ |
| 0,2    | 90 ou +      | 1,3    |
| 4,6    | 75-89 ans    | 7,2    |
| 18,1   | 60-74 ans    | 17,7   |
| 24,2   | 45-59 ans    | 20,2   |
| 19,2   | 30-44 ans    | 19,8   |
| 10,1   | 15-29 ans    | 10,9   |
| 23,6   | 0-14 ans     | 23,0   |

| Hommes | Classe d’âge | Femmes |
| ------ | ------------ | ------ |
| 0,9    | 90 ou +      | 2,1    |
| 7      | 75-89 ans    | 9,5    |
| 16,2   | 60-74 ans    | 16,9   |
| 19,4   | 45-59 ans    | 18,7   |
| 18,2   | 30-44 ans    | 17,5   |
| 18,8   | 15-29 ans    | 17,6   |
| 19,5   | 0-14 ans     | 17,6   |

### Vie locale
La mairie, le point poste et les principaux commerces, se situent sur la place du centre. Située dans l'académie de Nantes, la commune compte deux écoles maternelle et primaire : une école privée catholique sous contrat "Ave Maria" et une école publique "La Source".
La plupart des structures de santé se trouvent à Chalonnes-sur-Loire, siège du canton, où l'on trouve l'hôpital local ainsi qu'un établissement d'hébergement pour personnes âgées dépendantes et une maison de retraite.
La collecte des ordures ménagères (collecte sélective) est gérée par la communauté de communes Loire-Layon (SYCTOM du Loire-Béconnais).
La rivière Le Layon traversant la commune, on y trouve de nombreux points de pêche.
Chaudefonds possède également un site d'escalade.
Les hauts du coteaux du Grand Pée, peu avant l'entrée du village, accueillent une piste de décollage pour les parapentes et les deltaplanes, c'est un des principaux sites de vol à voile du département.

## Économie

### Revenus de la population et fiscalité
Le revenu fiscal médian par ménage était en 2010 de 17 810 €, pour une moyenne sur le département de 17 632 €.
En 2009, 51 % des foyers fiscaux étaient imposables, pour 51 % sur le département.

### Tissu économique
En 2009, sur les 89 établissements présents sur la commune, 43 % relèvent du secteur de l'agriculture (pour une moyenne de 18 % sur le département). L'année suivante, sur les 89 établissements présents, 43 % relèvent du secteur de l'agriculture (pour une moyenne de 17 % sur le département), 5 % du secteur de l'industrie, 9 % du secteur de la construction, 38 % de celui du commerce et des services et 6 % du secteur de l'administration et de la santé.
Cinq ans plus tard, en 2015, sur les 82 établissements présents, 27 % relèvent du secteur de l'agriculture (pour une moyenne de 11 % sur le département), 12 % du secteur de l'industrie, 11 % de celui de la construction, 41 % du secteur du commerce et des services et 9 % de celui de l'administration et de la santé.

### Agriculture

Vignobles de la vallée de la Loire.
(Cliquez pour agrandir).

Comme dans le reste du département, l'agriculture est fortement implantée sur ce territoire rural, dont la viticulture qui représente la première activité agricole.
Entouré de vignobles, Chaudefonds compte de nombreux producteurs de vin, Coteaux du Layon, Cabernet d'Anjou, Anjou village, figurent parmi les nombreux vins produits et représentent la principale économie du village.
Chaudefonds-sur-Layon se trouve dans la zone des vignobles du Val de Loire. Liste des appellations présentes sur le territoire :
- AOC AOP Cabernet d'Anjou, AOC AOP Cabernet d'Anjou nouveau ou primeur, AOC AOP Coteaux du Layon, AOC AOP Coteaux du Layon Sélection de grains nobles ;
- AOC AOP Anjou blanc, AOC AOP Anjou gamay, AOC AOP Anjou gamay nouveau ou primeur, AOC AOP Anjou mousseux blanc, AOC AOP Anjou mousseux rosé, AOC AOP Anjou rouge, AOC AOP Anjou Villages, AOC AOP Crémant de Loire blanc, AOC AOP Crémant de Loire rosé, IGP Maine-et-Loire blanc, IGP Maine-et-Loire rosé, IGP Maine-et-Loire rouge, AOC AOP Rosé d'Anjou, AOC AOP Rosé d'Anjou nouveau ou primeur, AOC AOP Rosé de Loire, IGP Val de Loire blanc, IGP Val de Loire rosé, IGP Val de Loire rouge ;
- IGP Brioche vendéenne, IGP Bœuf de Vendée, IGP Bœuf du Maine, AOC AOP Maine-Anjou, IGP Volailles de Cholet, IGP Volailles d’Ancenis.

## Culture locale et patrimoine

### Lieux et monuments

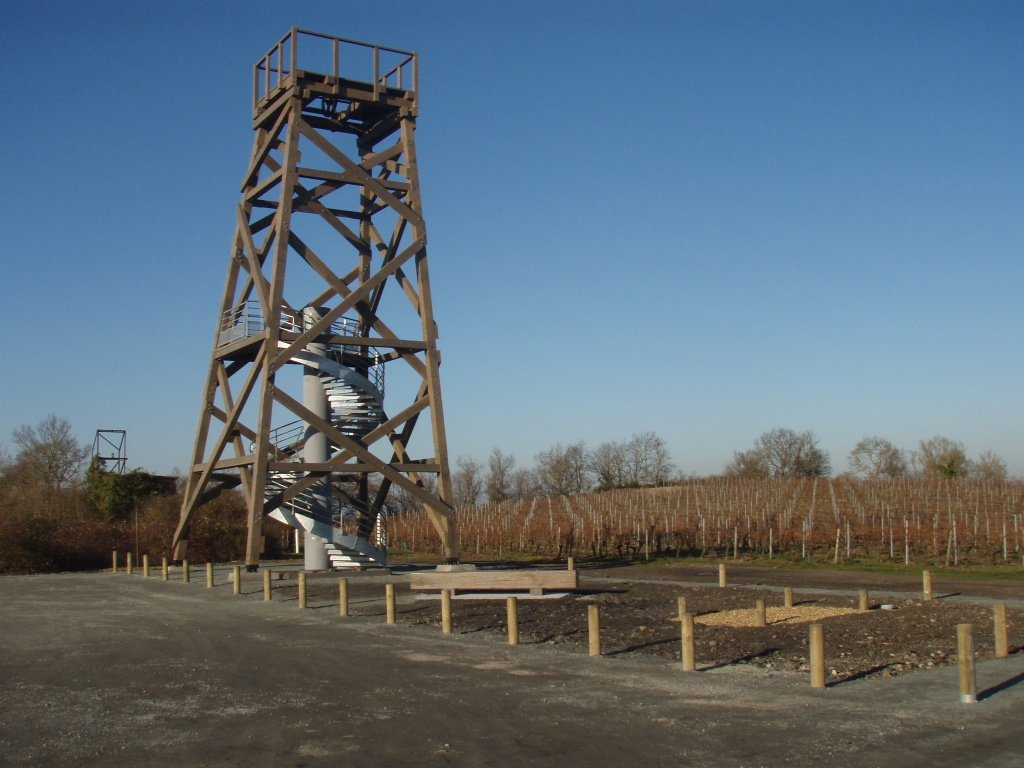
Chevalement des Malecots.

La commune de Chaudefonds-sur-Layon comporte plusieurs inscriptions au Patrimoine, dont deux monuments historiques et deux sites protégés.
- Ancien logis de la Basse-Guerche (ou Château de la Basse-Guerche) du XVe siècle, monument historique inscrit le 29 septembre 1947 (PA00109035).
- Moulins à vent d'Ardenay, du XVIIe siècle, monument historique inscrit le 27 mai 1976 (PA00109036), Inventaire général du patrimoine culturel.
- Site de la Corniche Angevine, qui domine la vallée du Layon et celle de la Loire et qui en fait l'un des sites les plus pittoresques de l'Anjou[52], site protégé classé par arrêté du 11 février 2003.
- Site du hameau d'Ardenay, ancien village de mineurs[52], site protégé inscrit par arrêté du 27 février 2003. Cet ancien village de mineurs domine la vallée du Layon et celle de la Loire.
- Chapelle du cimetière, du XVIe siècle, Inventaire général du patrimoine culturel.
- Chapelle Sainte-Barbe des Mines, à la limite de Chalonnes-sur-Loire, ancienne église de mineurs construite en 1856.

### Personnalités liées à la commune
- Serge Bernier, impliqué dans l'attentat du Petit-Clamart.